# Mimulus bigelovii
Espèce
Classification APG III (2009)
Mimulus bigelovii est une espèce de Mimulus (parfois appelées « mimules ») connue en anglais sous le nom de Bigelow's monkeyflower (« fleur-singe de Bigelow » ou plutôt « monkeyflower de Bigelow ») native des habitats désertiques et escarpés du sud-ouest des États-Unis.

## Description
Elle peut avoir une tige poilue entre 2 et 25 centimètres de long. La taille, la couleur et la forme de la plante sont diverses. Sa tige et ses feuilles peuvent être vertes ou rougeâtres. Les feuilles pointues ou ovales atteignent 3,5 centimètres de longueur et sont arrangées en paires opposées le long de la tige. La base tubulaire de la fleur par un calice vert rougeâtre ou violet avec des sépales poilues. La corolle de la fleur qui a la forme d'une trompette mesure approximativement un ou deux centimètres de long et est composée d'un tube étroit se terminant par une bouche large. La corolle a deux lobes supérieurs et trois inférieurs et est généralement magenta ou rose foncé avec des taches rouge foncé, violettes et jaunes dans la gorge.